# 15 Brygada Pancerna (Bundeswehra)
15 Brygada Pancerna „Westerwald” (niem. Panzerbrigade 15) – pancerny związek taktyczny Bundeswehry.
W okresie zimnej wojny Brygada wchodziła w skład 5 Dywizji Pancernej i przewidziana była do działań w pasie Centralnej Grupy Armii.

## Struktura organizacyjna
| Organizacja PzBrig 15 w 1989 | Organizacja PzBrig 15 w 1989        | Organizacja PzBrig 15 w 1989 |
| Godło                        | Pododdział                          | Miejsce stacjonowania        |
| ---------------------------- | ----------------------------------- | ---------------------------- |
|                              | dowództwo brygady                   | Koblenz-Niederberg           |
|                              | 151 batalion pancerny               | Koblenz-Niederberg           |
|                              | 152 batalion grenadierów pancernych | Schwarzenborn (Knüll)        |
|                              | 153 batalion pancerny               | Koblenz-Niederberg           |
|                              | 154 batalion pancerny               | Westerburg                   |
|                              | 155 batalion artylerii              | Lahnstein                    |